# Никола Филипов (писател)
Вижте пояснителната страница за други личности с името Никола Филипов.
Никола Лазаров Филипов е български журналист, писател (пътеписец, есеист, поет), краевед и инженер.

## Биография
Роден е на 7 март 1948 година като четвърто дете в семейство на българи бежанци от Егейска Македония в село Горни Воден (днес квартал на Асеновград) през 1948 г. Завършва Асеновградската гимназия с пълно отличие и златен медал и „Физика“ в Пловдивския университет „Паисий Хилендарски“. Има двугодишна следдипломна квалификация по стандартизация и метрология във ВМЕИ в София.
Става учител в Калофер и Асеновград, после е организационен работник и завеждащ отдел в Института по цветна металургия в Пловдив. Живее и работи предимно в Лондон от 1998 г., където се пенсионира като инженер.
Творческите му опити са още от началното училище – първата му дописка е публикувана в пионерския вестник „Септемврийче“. Участва в литературно-творчески клуб в гимназията, редактор е на студентската многотиражка „Полет“.
Има над 600 журналистически материала, публикува свои статии, очерци, разкази и др. в над 30 български и чуждестранни вестници и списания. Публикувани са негови литературни творби в сборници и алманаси на български, английски и руски. Негови творби са получавали български и международни награди за литература. Автор е на 21 книги, две от които на английски и две на руски език. Едни от последните му книги са “Картини от моето време” - публицистика и “От крепостта Воден до днешния Горни Воден” - сборник от полувековни краеведчески изследвания.
В архивите на Британската библиотека открива ценен исторически документ по Съединението на Княжество България с Източна Румелия – брошура, издадена седмица след Съединението и включена в „Сборник от важни за английската политика документи“. В нея се казва, че Източна Румелия е гръцка провинция и може да се присъедини към Гърция, но не и към България. И се коментира, че ако Русия признаела Съединението, значи то е нейно дело и Великобритания щяла да организира цяла Европа в нова война срещу Русия, а „диваците-българи“ щели да бъдат натикани на север от Стара планина.

## Книги
Първата му книга „Воден през вековете“, издадена от ИК „Екобелан“ (1996), по характер е краеведческа, но засяга отблизо и съдбата на бежанците от Македония и Тракия. Книгата му „Как да икономисаме 30 % от електроенергия“ е ценен наръчник от практични съвети за всяко домакинство. Следващата книга е стихосбирката „Пленена душа“ – лирика, посветена на любовта и красотата.
След десетилетното си пребиваване в Лондон издава сборника „Що е то Лондон и що прави нашенецът там“ (2007). В него се описват патилата на наследниците на Бай Ганьо и за пръв път се дава гласност на много премълчавани факти и реалности от английската действителност. Корицата на тази книга е дело на известния български карикатурист Панайот Гелев. През 2010 г. излиза във второ преработено и допълнено издание и в трето през 2012 г. Част от нея е издадена на английски от AutorHouse, Лондон и на руски от „Норд“, Москва.
Книгата му „Свети Кирик“ – Горни Воден – Долни Воден“ (2011) е плод на дългогодишни негови проучвания и изследвания за историята на манастира Горноводенския манастир „Свети Кирик и Юлита“ и селата Горни Воден и Долни Воден – квартали на Асеновград от 1986 година.
В началото на 2014 година едновременно излизат от печат книгите му: в България „Златна ябълка“, и в Англия – „Българи бродят из Лондон“ (Bulgarians around London), издадена от AutorHouse.
Следват книгите „Воденският манастир „Свети Кирик“ (2015), пътеписът „Из турския Кипър“ (2016), „Наш Лондон“ (2016) – издадена на руски език от московското издателство „Норд“, родословните изследвания „Четверодословие“ (2017) и „Защо Брекзит ли? Ето защо!“ (Why Brexit? Here is why!), издадена от CreateSpace (2018).
Автор е на сборника с есеистика „Не сади лозе големо“ (2018) и книгата „Чий шпионин е княз Никита Лобанов-Ростовски“, издадена от Университетското издателство при СУ „Св. Климент Охридски“ в края на 2019 година. Последната е преведена и издадена на руски език през 2020 година под заглавие „Разведчик ли Вы, Княз Никита Лобанов-Ростовский?“.
През 2021 година е отпечатан сборникът с публицистика „Картини от моето време“, последван от книгите „От крепостта Воден до днешния Горни Воден“, сборника „България - родина, Русия - отечество“ и брошурите „Станимака - Асеновград“ и „Сталин - Тито - Димитров“.